# Willi Herrmann
Pour les articles homonymes, voir Herrmann.
Willi A. Herrmann (né le 24 janvier 1893 à Berlin, mort le 15 février 1968 dans la même ville) est un chef décorateur allemand.

## Biographie
Herrmann est formé professionnellement dans sa ville natale de Berlin et vient au cinéma en 1914 comme assistant de Jules Greenbaum. Il entre en 1915 chez Decla puis est licencié.
En 1918, Herrmann reprend son activité. Il collabore avec Richard Eichberg puis dans les années 1920 avec Harry Piel et Luciano Albertini. Herrmann conçoit les décors pour les réalisateurs débutants Friedrich Wilhelm Murnau (Der Knabe in Blau) et Conrad Veidt (Wahnsinn). Il peut participer jusqu'à une dizaine de films par année.
Il travaille moins au cours de la Seconde Guerre mondiale. À la fin, il est présent surtout dans les comédies de Heinz Rühmann. En 1948, il est de nouveau avec Eichberg, revenu de son exil aux États-Unis. En 1961, il arrête de travailler pour le cinéma. En 1964, il conçoit des décors pour la télévision.

## Filmographie

### Acteur

#### Cinéma
- 1940 : Casanova heiratet : Mümmel
- 1951 : Czardas der Herzen

### Directeur artistique

#### Cinéma
- 1916 : Das Wiegenlied
- 1917 : Aus Liebe gefehlt
- 1918 : Der lachende Tod
- 1918 : Verlorene Töchter
- 1919 : Der Kampf um die Ehe - 1. Teil : Wenn in der Ehe die Liebe stirbt
- 1919 : Der Kampf um die Ehe - 2. Teil : Feindliche Gatten
- 1919 : Die Geächteten
- 1919 : Die Nackten - Ein sozialpolitischer Film
- 1919 : Der Knabe in Blau de Friedrich Wilhelm Murnau
- 1919 : Homo sum
- 1919 : Verlorene Töchter, 2. Teil - Opfer der Schmach
- 1919 : Wahnsinn
- 1920 : Der Verächter des Todes
- 1920 : Die Geheimnisse des Zirkus Barré
- 1920 : Die Insel der Gezeichneten
- 1920 : Die entfesselte Menschheit
- 1920 : Dämon der Welt. 3. Das goldene Gift
- 1920 : Gräfin Vera
- 1920 : Madame Récamier
- 1920 : Tötet nicht mehr
- 1920 : Über den Wolken
- 1921 : Das Geheimnis der Spielhölle von Sebastopol
- 1921 : Das rote Plakat, 2. Teil - Die eiserne Acht
- 1921 : Der Dummkopf
- 1921 : Der Fürst der Berge
- 1921 : Der Reiter ohne Kopf, 1. Teil - Die Todesfalle
- 1921 : Der Reiter ohne Kopf, 2. Teil - Die geheimnisvolle Macht
- 1921 : Der Reiter ohne Kopf, 3. Teil - Harry Piels schwerster Sieg
- 1921 : Die Geheimnisse von Berlin, 3. Teil - Berlin-Moabit. Hinter Gitterfenstern
- 1921 : Julot, l'Apache
- 1921 : L'Affaire du cirque Bellini
- 1921 : L'échelle de la mort
- 1921 : Memoiren eines Kammerdieners, 1. Teil - Martin, der Findling
- 1921 : Symphonie des Todes
- 1921 : Unus, der Weg in die Welt. Der Fürst der Berge - 2. Teil
- 1921 : Zu Hilfe !
- 1922 : Aus den Erinnerungen eines Frauenarztes - 1. Fliehende Schatten
- 1922 : Aus den Erinnerungen eines Frauenarztes - 2. Lüge und Wahrheit
- 1922 : Das schwarze Kuvert
- 1922 : Das verschwundene Haus
- 1923 : Le Ravin de la mort
- 1923 : La Boule de feu
- 1923 : Le Sosie du Maharadjah
- 1924 : Claire
- 1924 : Dreiklang der Nacht
- 1924 : Gentleman auf Zeit
- 1924 : Malva
- 1924 : Par ordre de la Pompadour
- 1924 : Thamar, das Kind der Berge
- 1925 : Au nom du Roi
- 1925 : Der König und das kleine Mädchen
- 1925 : Die Feuertänzerin
- 1925 : L'éternelle nuit
- 1925 : Nick, der König der Chauffeure
- 1925 : Schiff in Not
- 1925 : Un homme sur une comète
- 1925 : Volk in Not
- 1925 : Wenn die Liebe nicht wär' !
- 1926 : Achtung Harry ! Augen auf !
- 1926 : Des Königs Befehl
- 1926 : Deutsche Herzen am deutschen Rhein
- 1926 : Die Kleine und ihr Kavalier
- 1926 : Die Unschuld ohne Kleid
- 1926 : La Bonne Réputation (Les Mensonges)
- 1926 : Herbstmanöver
- 1926 : Wie bleibe ich jung und schön - Ehegeheimnisse
- 1927 : An der Weser (hier hab' ich so manches liebe Mal...)
- 1927 : Bismarck 1862-1898
- 1927 : Das war in Heidelberg in blauer Sommernacht
- 1927 : Die Lorelei
- 1927 : Die Piraten der Ostseebäder
- 1927 : Eheskandal im Hause Fromont jun. und Risler sen.
- 1927 : Rätsel einer Nacht
- 1927 : Sein größter Bluff
- 1927 : Wer wirft den ersten Stein ?
- 1927 : Zirkus Renz
- 1928 : Der Faschingskönig
- 1928 : Die Geliebte seiner Hoheit
- 1928 : Die Hölle der Jungfrauen
- 1928 : Die letzte Galavorstellung des Zirkus Wolfson
- 1928 : Flucht vor Blond
- 1928 : G'schichten aus dem Wienerwald
- 1928 : Ledige Mütter
- 1928 : Mann gegen Mann
- 1928 : Schenk mir das Leben
- 1928 : Schmutziges Geld
- 1928 : Seine stärkste Waffe
- 1928 : Der fidele Bauer de Franz Seitz
- 1929 : Der Bund der Drei
- 1929 : Der Leutnant Ihrer Majestät
- 1929 : Le Tsarévitch
- 1929 : Die Schmugglerbraut von Mallorca
- 1929 : Ein kleiner Vorschuß auf die Seligkeit
- 1929 : Großstadtschmetterling de Richard Eichberg
- 1929 : La Fuite devant l'amour
- 1929 : Wer wird denn weinen, wenn man auseinandergeht?
- 1930 : Das Recht auf Liebe
- 1930 : Der Schuß im Tonfilmatelier
- 1930 : Der Tiger
- 1930 : Die Warschauer Zitadelle
- 1930 : Die blonde Nachtigall
- 1930 : Die grüne Laterne
- 1930 : Ein Walzer im Schlafcoupé
- 1930 : Einbruch im Bankhaus Reichenbach
- 1930 : L'Amour, maître des choses
- 1930 : Liebeskleeblatt
- 1930 : Tingel-Tangel
- 1930 : Zweimal Lux
- 1931 : Arme, kleine Eva
- 1931 : Aschermittwoch
- 1931 : Der Liebesarzt
- 1931 : Dienst ist Dienst
- 1931 : Ein ausgekochter Junge
- 1931 : Keine Feier ohne Meyer
- 1931 : L'amour dispose
- 1931 : Schneider Wibbel
- 1931 : Täter gesucht
- 1932 : Annemarie, die Braut der Kompanie
- 1932 : Zu Befehl, Herr Unteroffizier
- 1932 : Coup de feu à l'aube
- 1932 : Kampf
- 1932 : Kitty schwindelt sich ins Glück
- 1932 : Nachtkolonne
- 1932 : Schuß im Morgengrauen d'Alfred Zeisler
- 1932 : Schön war's doch
- 1932 : Strich durch die Rechnung
- 1932 : Tante Gusti kommandiert
- 1932 : Vous serez ma femme
- 1932 : Wer zahlt heute noch ?
- 1932 : Zwei himmelblaue Augen
- 1933 : Der Kampf um den Bär
- 1933 : Le Front invisible
- 1933 : Mädels von heute
- 1933 : Rivaux de la piste
- 1933 : Sprung in den Abgrund
- 1933 : Die kalte Mamsell
- 1934 : Die Welt ohne Maske
- 1934 : Gern hab' ich die Frau'n geküßt
- 1934 : Les Travailleurs sans âme
- 1934 : Jungfrau gegen Mönch
- 1935 : Artisten
- 1935 : Endstation
- 1935 : Suikerfreule
- 1936 : Incognito
- 1936 : Michel Strogoff
- 1936 : Les Pattes de mouches de Jean Grémillon
- 1936 : Il y va de ma vie
- 1937 : On parle de Jacqueline
- 1938 : Amour et flirt
- 1938 : Diskretion – Ehrensache
- 1938 : Fünf Millionen suchen einen Erben
- 1938 : Le Tigre du Bengale
- 1938 : Le Tombeau hindou
- 1939 : Flucht ins Dunkel
- 1939 : Le Paradis des célibataires
- 1939 : Zentrale Rio
- 1941 : Blutsbrüderschaft
- 1941 : Unser kleiner Junge
- 1942 : Fronttheater
- 1947 : Quax in Afrika
- 1949 : Anonyme Briefe
- 1952 : Klettermaxe
- 1952 : Le Pays du sourire
- 1952 : Wochenend im Paradies
- 1953 : Wenn am Sonntagabend die Dorfmusik spielt
- 1954 : Die sieben Kleider der Katrin
- 1954 : Emile et les détectives
- 1954 : Le Baron tzigane
- 1955 : Der Pfarrer von Kirchfeld
- 1955 : Die Frau des Botschafters
- 1955 : Sohn ohne Heimat
- 1955 : Urlaub auf Ehrenwort
- 1956 : Der Fremdenführer von Lissabon
- 1956 : Der Glockengießer von Tirol
- 1956 : Mein Bruder Josua
- 1956 : Tausend Melodien
- 1959 : Paradies der Matrosen
- 1964 : Le Ranch de la vengeance

#### Courts-métrages
- 1920 : Sie oder keine
- 1920 : Wenn Lehmann bummeln geht
- 1930 : Besuch um Mitternacht. Das Nachtgespenst von Berlin
- 1930 : Der Kampf mit dem Drachen oder : Die Tragödie des Untermieters
- 1932 : Der falsche Tenor
- 1932 : Na wunderbar
- 1933 : Alle machen mit

### Directeur de la photographie

#### Cinéma
- 1918 : Der lachende Tod

### Producteur

#### Cinéma
- 1958 : La Fille aux yeux de chat

### Décorateur

#### Cinéma
- 1918 : Die letzte Liebesnacht der Anna Tolmein
- 1919 : Das Lied der Nornen
- 1919 : Des Teufels Puppe
- 1919 : Die Tragödie der Manja Orsan
- 1919 : Der Knabe in Blau
- 1919 : Jettatore
- 1919 : Kinder der Landstraße
- 1919 : Nonne und Tänzerin
- 1919 : Sünden der Eltern
- 1919 : Wehrlose Opfer
- 1920 : Der Fluch der Menschheit - 1. Die Tochter der Arbeit
- 1920 : Der Fluch der Menschheit - 2. Im Rausche der Milliarden
- 1920 : Der Fluch der Menschheit - 2
- 1920 : Der Fluch der Menschheit
- 1920 : Sklaven fremden Willens
- 1920 : Staatsanwalt Briands Abenteuer - 1. Die ungültige Ehe
- 1920 : Staatsanwalt Briands Abenteuer - 2. Dem Wellengrab entronnen
- 1921 : Die fliegenden Briganten. 1. Der Dieb seines Eigentums
- 1921 : Die fliegenden Briganten. 2. Die Rache des Mongolen
- 1927 : Eine kleine Freundin braucht jeder Mann
- 1929 : Trahison
- 1931 : Das Geheimnis der roten Katze
- 1931 : Der Hochtourist
- 1931 : Express 13
- 1931 : L'Inconstante. Je sors et tu restes là
- 1931 : Sein Scheidungsgrund
- 1932 : Das Schiff ohne Hafen
- 1933 : Gretel zieht das große Los
- 1933 : Schwarzwaldmädel
- 1934 : Ferien vom Ich
- 1935 : Verlieb Dich nicht am Bodensee
- 1936 : Annemarie. Die Geschichte einer jungen Liebe
- 1936 : Moscou-Shanghai
- 1936 : Männer vor der Ehe
- 1937 : Alarm in Peking
- 1938 : Bruyant mensonge
- 1938 : Le Tombeau hindou (Das indische Grabmal)
- 1938 : Fünf Millionen suchen einen Erben
- 1938 : Nanu, Sie kennen Korff noch nicht?
- 1938 : Le Tigre du Bengale
- 1939 : La Femme aux tigres
- 1940 : Une femme sur mesure
- 1941 : L'Heure des adieux (en)
- 1941 : Metropol Revue
- 1943 : Ich vertraue Dir meine Frau an
- 1943 : Sophienlund
- 1944 : Ce diable de garçon
- 1944 : Tierarzt Dr. Vlimmen
- 1944 : Un ange qui triche
- 1949 : Die Reise nach Marrakesch
- 1949 : Jeunes filles derrière les grilles
- 1949 : Man spielt nicht mit der Liebe
- 1950 : Maharadjah malgré lui
- 1950 : Skandal in der Botschaft
- 1950 : Wenn Männer schwindeln
- 1951 : Die Dubarry
- 1951 : Unschuld in tausend Nöten
- 1952 : Du bist die Rose vom Wörthersee
- 1952 : Mikosch rückt ein
- 1952 : Pour l'amour d'une femme
- 1953 : Bravo je suis papa !
- 1953 : Briefträger Müller
- 1953 : Der keusche Josef
- 1954 : Baron Tzigane
- 1954 : Boulevard des plaisirs
- 1954 : Die schöne Müllerin
- 1954 : Heideschulmeister Uwe Karsten
- 1954 : Éternel amour
- 1955 : La Princesse et le capitaine
- 1955 : Oberwachtmeister Borck
- 1956 : Ein Herz schlägt für Erika
- 1956 : Ein Mann muß nicht immer schön sein
- 1956 : Solange noch die Rosen blüh'n
- 1957 : Alle Wege führen heim
- 1957 : Der Adler vom Velsatal
- 1957 : Die Unschuld vom Lande
- 1957 : Gruß und Kuß vom Tegernsee
- 1957 : Kindermädchen für Papa gesucht
- 1957 : Unter Palmen am blauen Meer
- 1959 : Alle Tage ist kein Sonntag
- 1960 : Le Vengeur défie Scotland Yard
- 1960 : Mal drunter - mal drüber
- 1960 : Wenn die Heide blüht
- 1961 : Trois hommes dans un bateau (de)

#### Télévision

##### Séries télévisées
- 1964 : Der Fall Jakubowski - Rekonstruktion eines Justizirrtums
- 1965 : Krimi-Quiz - Amateure als Kriminalisten

##### Téléfilms
- 1964 : Das Blaue vom Himmel
- 1965 : Doppelspiel
- 1965 : Freispruch für Old Shatterhand - Ein Dokumentarspiel über den Prozeß Karl Mays gegen Rudolf Lebius
- 1965 : Jean
- 1965 : Simone, der Hummer und die Ölsardine
- 1966 : Spätsommer

### Directeur de production

#### Cinéma
- 1924 : Gib mich frei
- 1925 : Hedda Gabler
- 1929 : Nacht vor dem Tode
- 1937 : Eine Nacht mit Hindernissen
- 1938 : Steputat & Co.
- 1939 : La Chair est faible (de)
- 1940 : Zwei Welten
- 1942 : Zwei in einer großen Stadt
- 1944 : Mélusine
- 1946 : Les assassins sont parmi nous de Wolfgang Staudte
- 1947 : … und über uns der Himmel de Josef von Báky
- 1947 : Razzia
- 1949 : Der große Mandarin (de)
- 1949 : Einmaleins der Ehe
- 1950 : Kein Engel ist so rein
- 1950 : Nacht ohne Sünde
- 1950 : Sensation im Savoy
- 1951 : In München steht ein Hofbräuhaus
- 1953 : Geliebtes Leben
- 1953 : Sérénade de la rue
- 1955 : Du darfst nicht länger schweigen
- 1956 : Herr Hesselbach und die Firma
- 1957 : UB 55, corsaire de l'océan (de)
- 1958 : Ne m'oubliez pas
- 1959 : Die ideale Frau
- 1960 : Die Brücke des Schicksals
- 1960 : Division Brandenburg
- 1961 : Adieu, Lebewohl, Goodbye de Paul Martin